# Jan Remeysen
Jan Remeysen (1968) is een Belgisch bedrijfsleider en bestuurder. Sinds 1 januari 2020 is hij de CEO van het chemische productiecentrum BASF Antwerpen.

## Levensloop
Jan Remeysen groeide op in Merksplas en liep school in Turnhout. Hij studeerde aan de Katholieke Universiteit Leuven, waar hij in 1996 promoveerde tot doctor in de chemie.
In 1996 begon hij als werknemer bij BASF Antwerpen. Doorheen zijn loopbaan bekleedde Remeysen verschillende functies binnen de Antwerpse vestiging van BASF, het grootste chemische productiecentrum van België en de tweede grootste site binnen de BASF-groep. Tussen 2010 en 2014 werkte Remeysen vanuit het hoofdkantoor van BASF te Ludwigshafen. Van 2008 tot 2019 was hij tevens docent aan de KU Leuven waar hij het vak industriële chemie gaf. Op 1 januari 2020 volgde hij Wouter De Geest op als CEO van BASF Antwerpen.
SInds mei 2022 is Remeysen ook voorzitter van de raad van bestuur van Antwerp Management School. In 2024 volgde hij Hans Casier op als voorzitter van essenscia, de sectorfederatie van chemiebedrijven in België. Hij heeft ook bestuursfuncties bij onder meer Voka, Voka – Kamer van Koophandel Antwerpen-Waasland, het sectorale opleidingscentrum ACTA en de Benelux Business Roundtable.
Remeysen is getrouwd en heeft drie kinderen.